# Stazione di Urbino
La stazione di Urbino era una stazione ferroviaria posta lungo le ferrovie Urbino-Fabriano e Fano-Urbino, a servizio dell'omonima città marchigiana.

## Storia
La stazione venne inaugurata il 20 settembre 1898 insieme al tronco Urbino-Pergola della ferrovia Urbino-Fabriano. La stazione è passante in quanto parte della mai completata linea Santarcangelo-Urbino.
Il 30 luglio 1916 venne collegata con Fano mediante la linea Fano-Urbino.
Il 1º gennaio 1933 fu chiusa al traffico ferroviario proveniente da Fano (R.D.L. 14 ottobre 1932 n. 1496) sostituito da un autoservizio della Società Anonima Servizi Automobilistici Pesaro Urbino Macerata Feltria (SAPUM).
Con l'assunzione del servizio ferroviario da parte delle Ferrovie dello Stato, l'8 maggio 1942 avvenne la riattivazione di corse dirette da Pesaro ad Urbino.
Nel 1944, durante il secondo conflitto mondiale, la tratta Fermignano-Pergola della linea Urbino-Fabriano venne seriamente danneggiata dall'esercito tedesco in ritirata; da quell'anno la tratta non fu più riattivata lasciandola in completo abbandono. Al termine del conflitto, solo tre sezioni vennero riattivate: la Pergola-Fabriano il 20 maggio 1947, la Fano-Fermignano il 2 ottobre 1955 e la Urbino-Fermignano il 2 febbraio 1956.
Nel 1976 venne costruito un nuovo fabbricato viaggiatori.
La stazione venne infine dismessa con la chiusura della ferrovia Fano-Urbino, avvenuta il 31 gennaio 1987.

## Strutture e impianti
La stazione è composta da un fabbricato viaggiatori e da due binari, oltre a una serie di tronchini a nord della stazione ormai smantellati.